# Memorial Oleg D'jačenko
Il Memorial Oleg D'jačenko (in russo Мемориал Олега Дьяченко?; Memorial Olega D'jačenko) è una corsa in linea maschile di ciclismo su strada che si disputa annualmente a Mosca, in Russia. Dal 2005 è inserito nel calendario dell'UCI Europe Tour, come evento di classe 1.2, mentre nel 2004 faceva parte del calendario internazionale riservato agli under-23.

## Albo d'oro
Aggiornato all'edizione 2015.
| Anno | Vincitore           | Secondo             | Terzo                |
| ---- | ------------------- | ------------------- | -------------------- |
| 2004 | Ėduard Vorganov     | Mateusz Taciak      | Ivan Seledkov        |
| 2005 | Maksim Karpačёv     | Krzysztof Kuzniak   | Ėduard Vorganov      |
| 2006 | Aljaksandr Kučynski | Aleksejs Saramotins | Vladislav Borisov    |
| 2007 | Sergej Firsanov     | Aleksejs Saramotins | Dmitrij Kosjakov     |
| 2008 | Timofej Krickij     | Daniil Komkov       | Dmitrij Kosjakov     |
| 2009 | Michail Antonov     | Vitalij Popkov      | Oleksandr Martynenko |
| 2010 | Aleksandr Mironov   | Aleksandr Porsev    | Toms Skujinš         |
| 2011 | Dmitrij Kosjakov    | Sergej Rudaskov     | Artem Topčanjuk      |
| 2012 | Aleksandr Rybakov   | Pavel Kočetkov      | Sergej Rudaskov      |
| 2013 | Aleksandr Rybakov   | Andrij Chripta      | Volodymyr Homenjuk   |
| 2014 | Andrej Solomennikov | Igor' Boev          | Oleksandr Polivoda   |
| 2015 | Mychajlo Kononenko  | Oleksandr Polivoda  | Vitalij Buc          |